# 伊如陽光
《伊如陽光》，是一部描寫、李憶慧、陳寬博、陳伊瑩、歐友涵慈濟師兄姐的真實人生電視劇，由謝沛恩、賀少俠、沈孟生、李之勤等演員領銜主演，於2020年8月14日在大愛電視20:00首播。

## 首播
| 片名       | 頻道       | 播映日期      | 播映時間        |
| 大愛會客室 | 大愛海外台 | 2020年8月14日 | 21:00-21:11播出 |
| 大愛會客室 | 大愛電視台 | 2020年8月14日 | 00:19-00:30播出 |
| 大愛會客室 | 大愛海外台 | 2020年8月14日 | 09:49-10:00播出 |

## 播出時間
以下時間以當地時間（台灣時間）為準

### 電視首播
| 頻道                            | 所在地               | 播映日期                     | 播映時間                  |
| 大愛電視台 （數位頻道同步播出） | 台灣                 | 2020年8月14日－2020年8月27日 | 20:00-20:48播出（無廣告） |
| 大愛海外台                      | 與大愛電視台同步播出 | 2020年8月14日－2020年8月27日 | 20:00-21:00播出（含廣告） |

### 網路首播
| 頻道                 | 備註                 | 播映日期                     | 播映時間                  |
| Yahoo! TV            | 與大愛電視台同步播出 | 2020年8月14日－2020年8月27日 | 20:00-20:48播出（無廣告） |
| YouTube 大愛網路劇場 | 與大愛電視台同步播出 | 2020年8月14日－2020年8月27日 | 20:00-20:48播出（無廣告） |

## 演員列表

### 主要演員
| 演員   | 角色            | 介紹 |
| 謝沛恩 | 陳伊瑩（Grace） | 歐友涵老婆，美國律師，熱愛音樂，最終因癌症去世，來自臺灣、旅居美國多年的執業律師陳伊瑩 Grace，接連罹患腮腺癌、白血病，在漫長煎熬的抗癌過程中，她用積極正向的態度，持續投入慈善活動。然而生命無常，Grace 最後病逝，36 歲的人生劇本雖短，卻篇篇精彩，她的母親也是慈濟志工李憶慧。伊瑩有一段失敗的婚姻，在與前夫離婚後遇到興趣相同的歐友涵，當兩人陷入熱戀時卻又發現自己罹患癌症，但她卻沒有因此喪氣反而樂觀積極去面對，個性獨立樂觀、有正義感、多才多藝。長年投入慈濟志業，即使身陷疾病之苦，仍不忘鼓勵病友，堅強面對。 |
| 賀少俠 | 歐友涵          | 瑞典人，陳伊瑩老公，物理學家，熱愛音樂，在陳伊瑩生病時陪伴伊瑩治療，在伊瑩去世之後，辭去工作，全心做慈濟與公益。 |
| 沈孟生 | 陳寬博          | 陳伊瑩父親，企業家，個性穩重、不喜歡應酬，全力支持憶慧從事慈濟志業。 |
| 李之勤 | 李憶慧          | 陳伊瑩母親，外表溫柔婉約，內心堅強果斷，資深慈濟委員，成立慈友會，接引許多企業家夫人，對女兒伊瑩影響甚深。 |

### 其他演員
| 演員       | 角色       | 介紹                                                 |
| 陳淑芳     | 外婆       |                                                      |
| 陳家逵     | James      | 陳伊瑩大學同學                                       |
| 鄭楠鐘     | Vincent    | Grace前夫                                            |
| 張柏謙     | 陳緯霖     | 陳伊瑩弟弟                                           |
| 榮忠豪     | 陳緯恩     | 陳伊瑩弟弟                                           |
| 陶傳正     | 閻雲       | 閻雲醫師，伊瑩的美國主治醫師，曾任北醫大校長         |
| 蘇炳憲     | 方德昭     | 花蓮慈院醫師，伊瑩的醫療團隊醫師，憶慧師姊的慈懿兒子 |
| 段可風     | 陳靜儀     |                                                      |
| 官家宇     | 王佐輔醫師 |                                                      |
| 曾晴       | 阿媽       |                                                      |
| 邱德洋     | ED         | 心芽合唱團成員                                       |
| 許少瑜     | Allen      | 心芽合唱團成員                                       |
| 蔡祥       | An-Min     | 心芽合唱團成員                                       |
| 黎思       | Tracy      | 心芽合唱團成員                                       |
| 蘇菲       | 曾文莉     | 美國慈濟委員                                         |
| 王威       | Edward     | 心芽合唱團成員                                       |
| 王碩瀚     | Eddie      | 心芽合唱團成員                                       |
| 高思婷     | Cindy Kuos | 心芽合唱團成員                                       |
| 王道南     | 簡守信     |                                                      |
| 劉品妤     | 佩 齡      |                                                      |
| 邱顯全師兄 | 周白師兄   |                                                      |
| 郭孟雍     | 郭孟雍老師 |                                                      |
| Cindy Kuo  | 移民律師   |                                                      |
| 翁督富師兄 | 濟捨       |                                                      |

## 電視劇歌曲
| 曲別 | 歌名                                 | 演唱者                       | 中文作詞               | 中文作曲       | 編曲   | 合聲   | 製作人 |
| 1    | My Fears Are Washed Away             | Vicky Sun                    | 謝逸生                 | 謝逸生         | 林佩薇 | 謝凌君 | 蔡尚文 |
| 2    | 如陽光一般存在                       | 謝沛恩                       | 十方                   | 南穎           | 林佩薇 | 裔喬   | 史卡非 |
| 3    | 在第六對相遇(Meet in the Sixth Pair) | 陳伊瑩&歐友涵                | 姚仁祿＆李壽全＆李子恆 | 李壽全         |        |        |        |
| 4    | 愛和關懷                             | 心芽合唱團                   | 李壽全＆李子恆         | 李壽全         |        |        |        |
| 5    | 把愛找回來愛                         | 陳伊瑩                       | 吳嘉祥                 | 吳嘉祥         |        |        |        |
| 6    | 牽手人生                             | 陳伊瑩                       | 李子恆                 | 李子恆         |        |        |        |
| 7    | 愛在碧海藍天                         | 陳伊瑩&Joann Shi&Charles Lai | 洪子彤                 | 洪子彤         |        |        |        |
| 8    | 讓愛傳出去                           | 陳伊瑩&John Yin              | 李壽全＆李子恆         | 李壽全＆李子恆 |        |        |        |
| 9    | 心願                                 | 陳伊瑩                       | 莊奴                   | 王建勛         |        |        |        |
| 10   | 草山的風                             | 陳伊瑩&ED李崇華              | 吳嘉祥                 | 吳嘉祥         |        |        |        |
| 11   | 溫暖滿人間                           | 陳伊瑩                       | 吳嘉祥                 | 吳嘉祥         |        |        |        |

## 大愛會客室名單
| 集數   | 日期          | 來賓                          | 主持人 |
| 第1集  | 2020年8月14日 | 李憶慧＆曾文莉                | 譚艾珍 |
| 第2集  | 2020年8月17日 | 謝沛恩＆賀少俠                | 譚艾珍 |
| 第3集  | 2020年8月18日 | 歐友涵(Johan)＆謝沛恩         | 譚艾珍 |
| 第4集  | 2020年8月19日 | 李之勤＆李憶慧＆賀少俠        | 譚艾珍 |
| 第5集  | 2020年8月20日 | 歐友涵(Johan)＆李憶慧         | 譚艾珍 |
| 第6集  | 2020年8月21日 | 歐友涵(Johan)＆謝沛恩＆賀少俠 | 譚艾珍 |
| 第7集  | 2020年8月24日 | 李憶慧＆謝沛恩                | 譚艾珍 |
| 第8集  | 2020年8月25日 | 李憶慧＆王柏文                | 譚艾珍 |
| 第9集  | 2020年8月26日 | 李憶慧&謝沛恩                 | 譚艾珍 |
| 第10集 | 2020年8月27日 | 歐友涵(Johan)&李憶慧          | 譚艾珍 |

## 工作人員列表

### 製作團隊
- 監　製：王端正 葉樹姍 臧蕙年
- 戲劇顧問：龐宜安
- 總策劃：關兆宏
- 製作人：楊英奇
- 編  審：王進達
- 企  宣：陳光隆 林志儒 魏鳳萱
- 顧　問：李憶慧 陳寬博 歐友涵
- 編　劇：藍夢荷
- 導　演：陳家俊

## 外部連結
- 大愛劇場的Facebook專頁
- 大愛劇場搶先看的Facebook專頁

| 臺灣 大愛電視 每週一至週五 20:00 - 20:48 | 臺灣 大愛電視 每週一至週五 20:00 - 20:48 | 臺灣 大愛電視 每週一至週五 20:00 - 20:48 |
| ---------------------------------------- | --- | ---------------------------------------- |
|                                          | 伊如陽光 （2020年8月14日－2020年8月27日） |                                          |
| 歲歲年年 （2020年7月3日－2020年8月13日） | 芳草碧連天（重播） （2020年8月28日－2020年10月8日）頂坡角上的家（重播） （2020年10月9日－2020年11月5日）我愛美金（重播） （2020年11月6日－2020年12月21日）迎風而立 （2020年12月22日－2021年1月26日） |                                          |